# Perrierangraecum
Perrierangraecum es una sección del género Angraecum perteneciente a la familia de las orquídeas.
Contiene  unas 30 especies originarias principalmente de Madagascar. 

## Especies seleccionadas
Tiene unas 30 especies:
- Angraecum ambrense H.Perrier
- Angraecum ankeranense H. Perrier
- Angraecum bicallosum H.Perrier
- Angraecum breve Schltr.
- Angraecum compactum Schltr.
- Angraecum cucullatum
- Angraecum didieri Baill.
- Angraecum dollii Senghas. 1997
- Angraecum dryadum Schltr.
- Angraecum drouhardii' H.Perrier 1938
- Angraecum elephantinum Schltr.
- Angraecum equitans Schltr.
- Angraecum litorale Schltr.
- Angraecum obesum H.Perrier 1938
- Angraecum rutenbergianum Kraenzl.
- Angraecum urschianum Toill-Gen. & Bosser